# Marco Antonio Parra
Marco Antonio Parra Téllez (nacido el 22 de enero de 1985 en San Francisco del Rincón, Guanajuato) es un futbolista mexicano que juega en la posición de mediocampista y actualmente milita en Furia Verde F.C de León Guanajuato, en la United Premier League Soccer MX.

## Trayectoria
Marco Antonio es un joven delantero que surge de las fuerzas básicas del Rebaño Sagrado. Hans Westerhof lo debutó en el Apertura 2003 apenas a los 18 años de edad. Su primer partido en Primera División se da el 22 de octubre de 2003 en un Veracruz - Chivas que ganó el Rebaño 3-1. Es un jugador con gran habilidad y velocidad, aunque aún le falta madurez a su juego.
En junio de 2007, es transferido al equipo de León en forma de préstamo, con el fin de que juegue más. En abril de 2012 llega al Sport Boys de la Primera División Peruana.

## Clubes
| Club                       | País   | Año       |
| -------------------------- | ------ | --------- |
| Club Deportivo Guadalajara | México | 2003-2004 |
| Tapatío                    | México | 2004      |
| Chivas La Piedad           | México | 2004-2005 |
| Chivas Coras               | México | 2005      |
| Tapatío                    | México | 2006      |
| Puebla                     | México | 2007      |
| León AC                    | México | 2007-2009 |
| Cruz Azul Hidalgo          | México | 2010      |
| La Piedad                  | México | 2010-2011 |
| Sport Boys                 | Perú   | 2012      |
| Celaya Fútbol Club         | México | 2014-2015 |
| Furia Verde                | México | 2021 -    |